# Louis Notari
Louis Notari (Monaco, 1879 - 1961) was een Monagaskische schrijver. Hij schreef boeken in het Frans en het Monegaskisch.

## Belangrijke werken
Notari heeft in 1931 de definitieve versie van de tekst van het volkslied van Monaco geschreven. Ook was hij de eerste schrijver die in het Monegaskisch schreef, daarvoor was er alleen gesproken literatuur. Hij heeft drie boeken geschreven:
- A legenda de Santa Devota/Santa Devota (1927)
- Bülüghe Munegasche (1941)
- Quelques notes sur les traditions de Monaco (1960)

## Nalatenschap
Notari was behalve schrijver ook ingenieur en staat bekend om zijn hulp bij de opbouw van de Jardin Exotique de Monaco te Monaco.
In het Monegaskische district La Condamine is een straat naar hem vernoemd. Ook de Bibliothèque Louis Notari is naar hem vernoemd.
- Bibliothèque nationale de France: cb10917769h (data)
- International Standard Name Identifier: 0000 0005 0166 8296
- Library of Congress Control Number: n2016040896
- Istituto Centrale per il Catalogo Unico: PUVV289494
- Virtual International Authority File: 1147121639626391549
- WorldCat: E39PBJtMm7gVXgDB7JbvtGTT73